# Neotoma nelsoni
Neotoma nelsoni är en däggdjursart som beskrevs av Edward Alphonso Goldman 1905. Neotoma nelsoni ingår i släktet egentliga skogsråttor och familjen hamsterartade gnagare. IUCN kategoriserar arten globalt som akut hotad. Inga underarter finns listade i Catalogue of Life.
Denna gnagare är bara känd från området kring vulkanen Cofre de Perote i mexikanska delstaten Veracruz. Landskapet kännetecknas av regnskog i dalgångarna, molnskog i medelhöga regioner och buskskog närmare bergets topp.
Fem exemplar hade i genomsnitt en kroppslängd (huvud och bål) av 19,5 cm, en svanslängd av 15,4 cm och en vikt av 198 g. Bakfötterna var cirka 3,8 cm långa. Ovansidan är täckt av kanelbrun päls med några mörkbruna hår inblandade. Undersidans päls bildas av en kort grå underull och vita täckhår. På den tjocka svansen förekommer korta hår.
Neotoma nelsoni är troligen nattaktiv.